# 奥斯卡港市镇
奥斯卡港市镇（瑞典語：Oskarshamns kommun）是瑞典东南部卡尔马省的一个市镇。其治所位于奧斯卡港。